# 萊瑟姆 (紐約州)
萊瑟姆（英語：Latham）是位於美國紐約州奧爾巴尼縣的普查規定居民點。

## 人口
根據2020年美國人口普查的數據，萊瑟姆的面積為15.00平方千米，皆為陸地。當地共有人口13680人，而人口密度為每平方千米912人。